# Spire Blondel
Pour les articles homonymes, voir Blondel.
Charles Spire Blondel est un écrivain d'art français né le 9 mai 1836 au Merlerault (Orne) et mort le 1er janvier 1900 à Cézy (Yonne).

## Résumé et accueil critique

### Le livre des fumeurs et des priseurs
Ce livre de Spire Blondel traite de l'histoire et des variétés du tabac et des pipes, une monographie enrichie par les illustrations de Fraipont. Blondel explore l'évolution de la consommation du tabac depuis les Celtes jusqu'à nos jours, en abordant les différentes manières de fumer à travers le monde, de l'Asie à l'Afrique, ainsi que les caractéristiques des meilleurs tabacs et cigares. Il évoque également les effets du tabac sur la santé, le caractère et l'intelligence. Albert Cim résume dans son article l'intention de l'auteur par "fait sur tous les tabacs et sur tout ce qui s'y rattache une étude des plus complètes et des plus curieuses, qu'il termine en proposant d'élever une statue à Jean Nicot, tout simplement".

## Publications
- Recherches sur les couronnes de fleurs, Paris, E. Leroux, 1869, 118 p.
- Histoire des éventails chez tous les peuples et à toutes les époques, suivi de notices sur l'écaille, la nacre et l'ivoire, Paris, Renouard, 1875.
- Le Jade, étude historique, archéologique et littéraire sur la pierre appelée Yû par les Chinois, Paris, E. Leroux, 1875.
- Recherches sur les bijoux des peuples primitifs. Temps préhistoriques. Sauvages, Mexicains et Péruviens, Paris, E. Leroux, 1876.
- L'Art intime et le Goût en France. Grammaire de la curiosité, Paris, E. Rouyere et G. Blond, 1884.
- L'Art pendant la Révolution. Beaux-arts, arts décoratifs, Paris, H. Laurens, 1888.
- L'Art capillaire dans l'Inde, Paris, E. Leroux, 1889.
- Les Outils de l'écrivain, Paris, H. Laurens, 1890.
- Le Tabac. Le livre des fumeurs et des priseurs. Préf. du baron Oscar de Watteville, Paris, H. Laurens, 1891.

## Sources
- Angelo de Gubernatis, Dictionnaire international des écrivains du jour (page 339) 1888-1891
- Larousse du XXe siècle en six volumes, 1928-1933, page 737.